# Maysa Jbarah
Maysa Jbarah (àrab: ميساء جبارة, Maysāʾ Jbāra) (Al-Kuwait, 20 de setembre de 1989) es una futbolista de Jordània que juga com a davantera. Ha sigut internacional amb la selecció femenina de futbol de Jordània.
Va anotar el primer gol de Jordània en uns Jocs Asiàtics, al marcar en l'edició de 2010, en un partit que la seua selecció va perdre contra la Xina per 1-10. També va marcar el primer gol jordà en la Copa Asiàtica femenina de l'AFC de 2014 en la derrota de Jordània contra Vietnam per 1 a 3.